# Katerînivka, Bobrovîțea
Katerînivka (în ucraineană Катеринівка) este un sat în comuna Oleksandrivka din raionul Bobrovîțea, regiunea Cernihiv, Ucraina.

## Demografie
Componența lingvistică a localității Katerînivka
     Ucraineană (94,96%)
     Rusă (5,04%)
Conform recensământului din 2001, majoritatea populației localității Katerînivka era vorbitoare de ucraineană (94,96%), existând în minoritate și vorbitori de rusă (5,04%).